# Zona Nord (Alcoi)

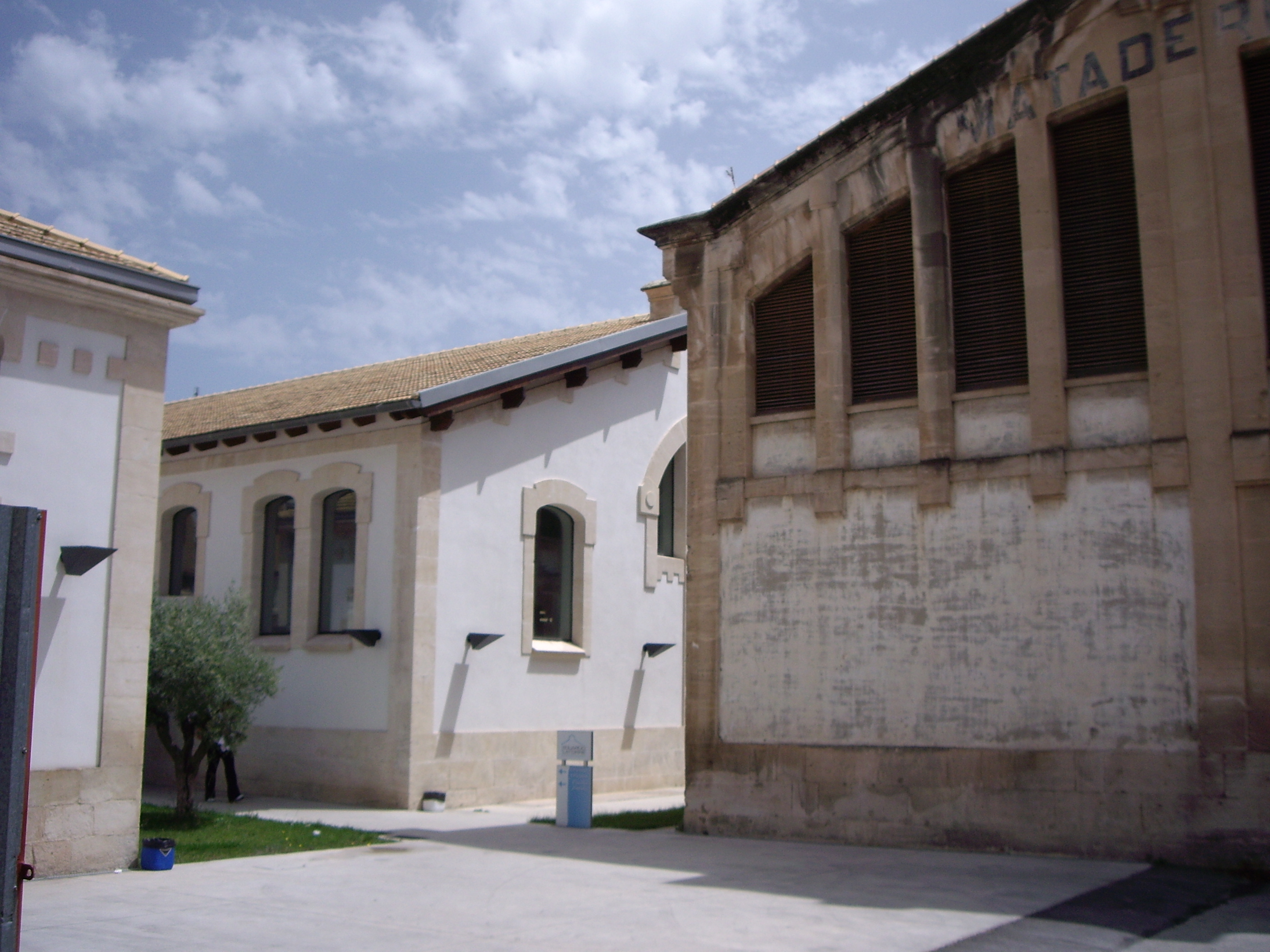
L'antic escorxador s'ha convertit en unes modernes instal·lacions esportives

La Zona Nord, és el barri més populós d'Alcoi amb 17.462 habitants, el 27,46% de la població. L'eix central del barri està format pels carrers Juan Gil-Albert o N-340 (Barcelona-Cadis), (antiga carretera de València) i per l'avinguda de La Hispanitat, que utilitza els terrenys de l'antiga via de tren Alcoi-Gandia, l'estació va ser demolida i en el seu lloc hi ha un monument fet amb una locomotora de vapor. Està format pels barris Sagrat Cor de Jesús o Caramanxel (1976) amb 672 habitatges, La Clau, Joan XXIII (1964) amb 540 habitatges, Sant Maure (1957) amb 300 habitatges i el més perifèric barri de la Font Dolça al costat del terme municipal de Cocentaina.
Està rodejat pel polígon industrial de Cotes Baixes, els Realets, l'Eixample separats pel pont de la petxina i el barranc del riu Benissaidó, Centre separats pel pont Cocentaina en el Riquer i el Tossal, separats pel pont del Cadisenyo i pel riu Riquer. Un barranc el separa del riu Serpis, impedint la seua ampliació.
És un del barris més moderns d'Alcoi, però en ell es troba el carrer Caramanxel, construït abans de 1875, l'antic escorxador municipal, hui poliesportiu, d'abans de 1925 i la ja desapareguda plaça de bous. La seua població tradicional és de classe obrera i tradicionalment és una zona amb molta immigració.
En ell es troba l'estació de tren a Xàtiva, l'estació d'autobusos, la caserna de la guàrdia civil (en desús), el jutjat, que va a ser traslladat, dos parròquies, quatre col·legis, un hospital, un ambulatori, etc.

## El parc
El parc de la Zona Nord va ser projectat per l'arquitecte Carles Meri i va convertir un barranc que tallava el barri per la mitat en un parc. És travessat per un pont de formigó que és part de l'escena d'un auditori a l'aire lliure en forma de teatre grecoromà, l'auditori Amando Blanquer. Hi té un estany amb brolladors a l'altra banda del pont. El parc està format per nombrosos terraplens enjardinats amb elements com fanals i reixes d'estil art déco.
Una segona fase va ser una ampliació feta el 1990 en una zona més escarpada del barranc abans esmentat. Està conformat per un mirador al Serpis, una zona de passeig i de jocs així com el brollador d'una cascada

## Topònims

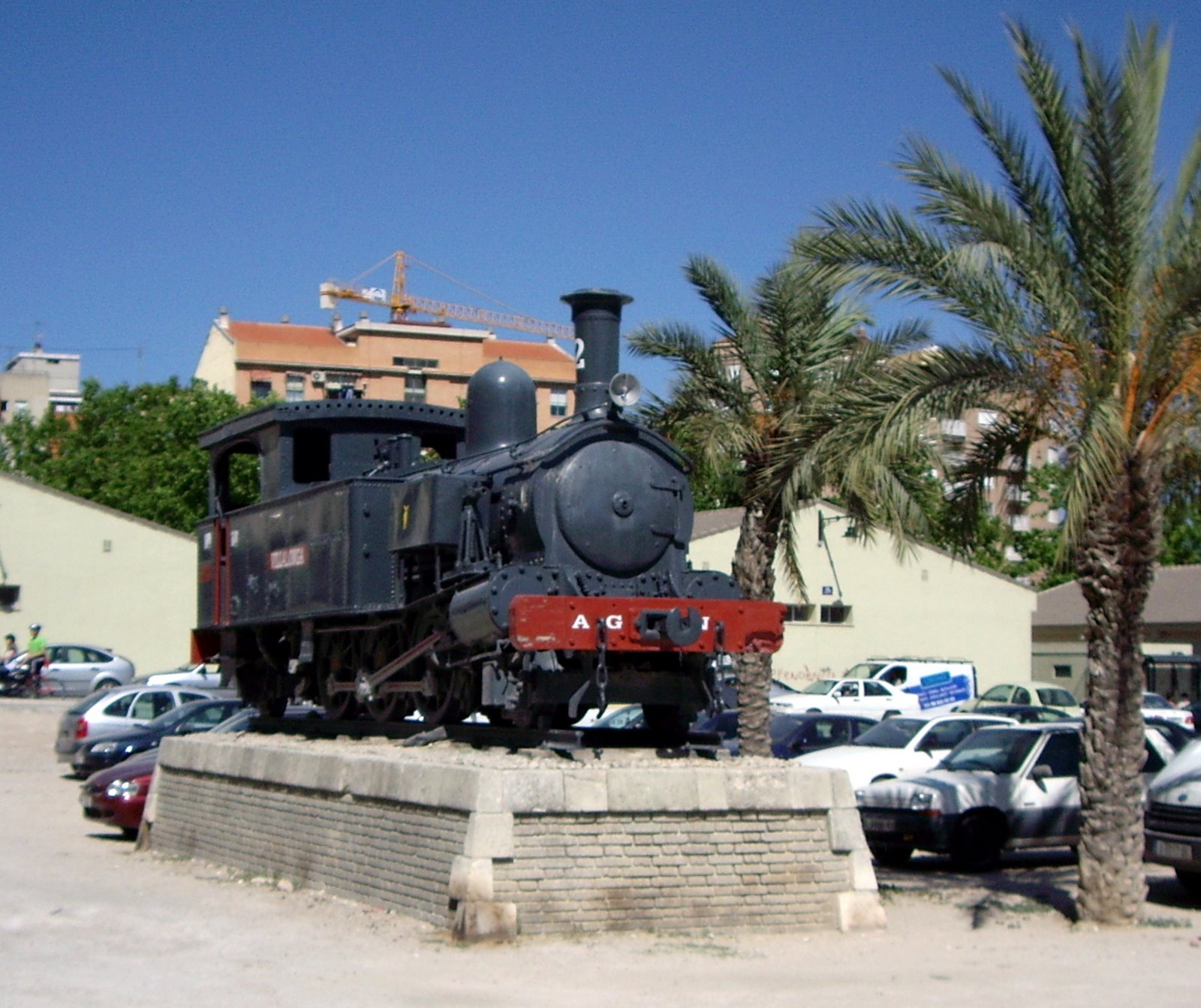
La Villalonga més coneguda com el tren Xitxarra

la Casa de la Bassa (Ambulatori), les Casetes juntes dels carrers Sant Pere i Sant Pau, les Casetes juntes (Mas de don Gabriel (futur col·legi) i Mas del Conde), les Barraques Verdes del Col·legi Miguel Hernández, l'Hortet de baix, l'Hortet de Peña (Peña és cognom), La murtera, el Tren Xitxarra antiga màquina de la via Alcoi-Gandia.